# Гетлово
Гетлово, Гетлова (рум. Ghetlova) — село в Оргеевском районе Молдавии. Является административным центром коммуны Гетлово, включающей также сёла Гульбоака и Норочены.

## География
Село расположено на высоте 69 метров над уровнем моря.

## Население
По данным переписи населения 2004 года, в селе Гетлова проживает 1529 человек (763 мужчины, 766 женщин).
Этнический состав села:
| Национальность | Число жителей | Процентный состав |
| -------------- | ------------- | ----------------- |
| молдаване      | 1511          | 98,82             |
| румыны         | 11            | 0,72              |
| русские        | 4             | 0,26              |
| украинцы       | 3             | 0,2               |
| Всего          | 1529          | 100 %             |